# Mario Monteforte Toledo
Mario Monteforte Toledo (Ciudad de Guatemala, 15 de septiembre de 1911-4 de septiembre de 2003 en Ciudad de Guatemala) fue un escritor, sociólogo y político guatemalteco. Se graduó como abogado en 1938 en la Universidad de San Carlos de Guatemala y como sociólogo en 1939 en la Universidad de la Sorbona. Militante destacado del Partido Unificado de la Revolución, fue elegido diputado tras el derrocamiento, en 1944, del presidente y dictador Jorge Ubico Castañeda.

## Biografía
Tuvo intensa vida pública de 1946 a 1951. En 1946 acudió como representante de su país a la Organización de las Naciones Unidas (ONU) y, dos años después, accedió a la vicepresidencia de la República, durante el gobierno de Juan José Arévalo. También desempeñó la presidencia del Congreso Nacional. En 1956, debido a la prohibición de los partidos políticos acordada por el presidente Carlos Castillo Armas, se exilió en México, donde dio clases en la Facultad de Ciencias Políticas de la Universidad Nacional Autónoma de México (UNAM). Estuvo 35 años exiliado, pudiendo volver al país hasta el gobierno del Licenciado Vinicio Cerezo.
Desde siempre, fue admirador de la cultura indígena guatemalteca, y se destacó en su profesión: la sociología. Ejerció también la abogacía, sin embargo, su trabajo preferido era la narrativa y el teatro. Fue autor de una amplia obra literaria de carácter indigenista, compuesta tanto por novelas como poesías e incluso teatro, sus publicaciones muestran especialmente la relación entre el ser humano y la naturaleza, así como la indigna explotación del campesinado guatemalteco.
Falleció de una insuficiencia cardiaca a los 92 años.

## Premios
En 1993 le fue concedido el Premio Nacional de Literatura «Miguel Ángel Asturias», en Guatemala. 

## Fundación
En 1997, un grupo de escritores organizó la Fundación «Mario Monteforte Toledo» y desde ese mismo año, entrega un premio literario anual. Pero dicho premio se entregó por última vez en 2014. Desde entonces no se sabe qué va a pasar con el mencionado premio.

## Obras
Novelas
- Anaité (1948) (Escrita entre 1936 y 1938)
- Entre la piedra y la cruz (1948)
- Donde acaban los caminos (1953)
- Una manera de morir (1957)
- Llegaron del mar (1966)
- Los desencontrados (1976)
- Unas vísperas muy largas (1996)
- Los adoradores de la muerte (2001)

Poesía
- Barro  (1932)
- Guatemala  (1946)

Libros de cuentos
- La cueva sin quietud (1949)
- Cuentos de derrota y esperanza (1962)
- Casi todos los cuentos (1974)
- Pascualito (Relato infantil) (1991)
- La isla de las navajas (1993) (Incluye: "El gallo y la noche"; "La primera vez"; "Dialógo con el inca"; "La gemela"; "El extraño vientre de los dioses"; "El espectáculo más grande del mundo"; "El castillo en la ceniza"; "Teoría de la salvación"; "La isla de las navajas")
- Cuentos de la Biblia (2001)

Ensayos
- Guatemala: monografía sociológica (1959)
- Partidos políticos latinoamericanos (1961)
- 3 ensayos al servicio del mundo que nace (1962) (Incluye: "La crisis sociopolítica de Europa"; "El tercer mundo"; "Los países subdesarrollados ante la era nuclear")
- La reforma agraria en Italia: estudio de experiencias para México (1962)
- Las piedras vivas: escultura y sociedad en México (1965)
- Bibliografía sociopolítica latinoamericana (1968)
- Izquierdas y derechas en Latinoamérica: sus conflictos internos (1968) (Escrito con: Francisco Villagrán Kramer)
- Centroamérica: subdesarrollo y dependencia (1972)
- La solución militar a la peruana: 1968-1970 (1973)
- Mirada sobre Latinoamérica (1975)
- Literatura, ideología y lenguaje (1976)
- Beatriz Caso (1979)
- Los trabajadores y las prestaciones sociales: Francia, Gran Bretaña, Italia (1982)
- Estudios superiores en ciencias sociales (1982)
- Los signos del hombre (1985)
- Las formas y los días: el barroco en Guatemala (1989) (Escrito con: Gustavo Palma y Carlos Ayala)
- Palabras del retorno: visión de Guatemala 1990 (1992)
- Tiempos de renuevo: ensayos (1994)
- La frontera móvil (1996)

Teatro
- El santo de fuego (1986)

Otros
- Conversaciones con Mathias Goeritz (1993)
- Diccionario' (2002)